# Herb Alcalá de Guadaíra

Herb Alcalá de Guadaíra

Inna wersja herbu Alcalá de Guadaíra

Herb miasta Alcalá de Guadaíra stanowi w heraldycznie srebrnej tarczy złoty zamek z trzema wieżyczkami, czerwonymi oknami, stojący na moście z trzema srebrnymi prześwitami nad niebieskimi falami. Po obu stronach mostu po jednym złotym kluczu, a ponad nim en face postać Apostoła Mateusza w zielonej sukni i złotym płaszczu z piórem w prawej i księgą w lewej ręce, ze złotym nimbem. Herb wieńczy ozdobna, złota korona królewska.
W drugiej wersji herbu tło i prześwity są niebieskie, most srebrny, okiennice czerwone, klucze czarne, postać świętego Mateusza i korona jak w pierwszej wersji.
Używany jest też herb w wersji czarno-białej.
Zamek i most reprezentują główne zabytki miasta. Klucze symbolizują położenie miasta jako „bramy” Sewilli na zachód, a fale to rzeka Guadaíra przepływająca przez miasto, którego święty Mateusz jest patronem. 
Herb został zatwierdzony postanowienie z dnia 3 stycznia 1986 roku.